# Свободная церковь Рейкьявика
Свободная церковь Рейкьявика (исл. Fríkirkjan í Reykjavík) — кирха, принадлежащая лютеранской общине, не входящей в государственную Церковь Исландии. Церковь находится в центре города на берегу озера Тьёднин. Здание в неоготическом стиле было построено в 1902 году.

## История
Церковь строилась всего 1,5 года и была открыта в 1902 году. Приход был основан в 1899 году и был своего рода протестом против некоторых аспектов национальных церковных организаций. 600 человек, основавших церковь, хотели вернуть церковь народу, отсюда и название «Свободная церковь». По состоянию на 2001 год в общине насчитывалось около 5600 прихожан, и это самая крупная из деноминаций, не входящих в Церковь Исландии.
В июле 2010 в церкви записал альбом канадский музыкант Тим Хекер.